# WTA Challenger Contrexéville
Das WTA Challenger Contrexéville (offiziell: Grand Est Open 88) ist ein Tennisturnier der WTA Challenger Series, das in der französischen Stadt Contrexéville auf dem Gelände des Tennis Club Contrexéville ausgetragen wird.
Nachdem das Turnier seit 2007 bis 2021 unter der ITF gespielt wurde, findet es seit 2022 mit erhöhtem Preisgeld als Turnier der WTA Challenger Series statt.

## Siegerliste

### Einzel
| Jahr | Siegerin        | Finalgegnerin              | Ergebnis       |
| ---- | --------------- | -------------------------- | -------------- |
| 2022 | Sara Errani     | Dalma Gálfi                | 6:4, 1:6, 7:64 |
| 2023 | Arantxa Rus     | Anastasia Pawljutschenkowa | 6:3, 6:3       |
| 2024 | Lucia Bronzetti | Mayar Sherif               | 6:4, 6:74, 7:5 |
| 2025 | Francesca Jones | Elsa Jacquemot             | 6:4, 7:62      |

### Doppel
| Jahr | Siegerinnen                               | Finalgegnerinnen                 | Ergebnis         |
| ---- | ----------------------------------------- | -------------------------------- | ---------------- |
| 2022 | Ulrikke Eikeri Tereza Mihalíková          | Han Xinyun Alexandra Panowa      | 7:68, 6:2        |
| 2023 | Cristina Bucșa Alena Fomina-Klotz         | Amina Anschba Anastasia Dețiuc   | 4:6, 6:3, [10:7] |
| 2024 | Oksana Kalaschnikowa Iryna Schymanowitsch | Wu Fang-hsien Zhang Shuai        | 5:7, 6:3, [10:7] |
| 2025 | Quinn Gleason Ingrid Gamarra Martins      | Emily Appleton Isabelle Haverlag | 6:1, 7:64        |